# Opus Nocturne
Albums de Marduk
Those of the Unlight
(1993) Heaven Shall Burn... When We Are Gathered
(1996)
Opus Nocturne est le troisième album studio du groupe de black metal suédois Marduk. L'album est sorti en décembre 1994 sous le label Osmose Productions.
Sur cet album, Marduk emploie pour la fois ses typiques blast beats ultra rapides, que l'on retrouvera sur les albums suivants, tout en conservant le sens de la mélodie de Those of the Unlight, en comparaison avec la brutalité pure d'albums comme Heaven Shall Burn... When We Are Gathered, Nightwing ou Panzer Division Marduk.
C'est le dernier album avec Joakim Göthberg au chant.

## Musiciens
- Joakim Göthberg – chant
- Morgan Steinmeyer Håkansson – guitare
- B. War – basse
- Fredrik Andersson – batterie

## Liste des morceaux
1. The Appearance of Spirits of Darkness – 0:33
2. Sulphur Souls – 5:41
3. From Subterranean Throne Profound – 7:47
4. Autumnal Reaper – 3:31
5. Materialized in Stone – 5:10
6. Untrodden Paths (Wolves Part II) – 5:27
7. Opus Nocturne – 2:33
8. Deme Quaden Thyrane – 5:06
9. The Sun Has Failed – 7:22